# Joan Gradenigo
Joan Gradenigo (Venècia, ca. 930 - Montecassino, febrer del 1010) fou un noble venecià, després monjo benedictí a Sant Miquel de Cuixà i anacoreta. És venerat com a sant per l'Església catòlica.

## Biografia
Era fill de Pietro di Marco, d'una noble família veneciana. Molt amic de Pietro Orseolo, futur dux, alguns autors l'han volgut emparentar amb ell. Quan el dux Pere IV Candiano fou mort amb el seu fill i el palau ducal incendiat, Gradenigo va mostrar la seva pietat recollint els cossos del dux i el seu fill, abandonats al carrer perquè els mengessin els gossos, i els portà al monestir Sant'Ilario per enterrar-los-hi. El nou dux fou Pere Ursèol, molt religiós i donat a la caritat i la pregària.
Arran de la visita del monjo Garí, abat de Sant Miquel de Cuixà, va tenir una crisi espiritual i una nit del 961, Orsèol, Gradenigo, Joan Morosini, Romuald de Ravenna i l'eremita Marí van abandonar Venècia, deixant-ho tot, per fer-se monjos. Van anar al monestir de Cuixà, al Conflent català, on vestiren l'hàbit benedictí i, després d'un any de noviciat, es retiraren a un eremitori on van viure sota la direcció espiritual de Romuald. En morir Pere Ursèol, cap al 970, Gradenigo es convertí en el deixeble predilecte de Romuald, que l'envià al monestir de Montecassino. Segons una llegenda, quan fou a Montecassino, tingué el desig de fer un pelegrinatge a Jerusalem, desobeint Romuald, i emprengué el viatge; el cavall, però, el va fer caure i li va trencar una cama, i Gradenigo va interpretar que era un senyal perquè no deixés el monestir.
A Cassino, va construir una ermita propera al monestir, amb una capella dedicada a la Mare de Déu. Hi visqué durant trenta anys, fent una vida de gran austeritat i rigorós dejuni. La seva fama de virtut es va estendre i molta gent volia sentir-lo o ésser-ne deixeble. Entre els deixebles que tingué hi hagué: els futurs sant Pere Damià i el papa Víctor III, sant Benet de Benevent, l'abat Joan I de Montecassino i Lleó d'Òstia.
Hi morí en llaor de santedat el febrer de 1010. Aviat se li atribuïren miracles i fou beatificat, tot i que no oficialment a Roma. Pere Damià, trenta anys després de la seva mort, l'anomena "sant".